# Zeppelin Staaken
Pour les articles homonymes, voir Zeppelin (homonymie).
La Zeppelin-Staaken ou Zeppelin-Werke GmbH était un constructeur aéronautique allemand. Elle construisit notamment le modèle Zeppelin Staaken R.VI, le plus grand bombardier de la Première Guerre mondiale.

## Histoire
Fin 2020, le Groupe de recherche de Silésie (Slaska Grupa Eksploracyjna) a retrouvé le site du crash d'un bombardier géant de type Zeppelin Staaken survenu juste après la Première Guerre mondiale. Cet appareil transportait des fonds à destination de la République populaire d'Ukraine occidentale. Parti de Breslau (aujourd'hui Wroclaw), le 4 août 1919, il s'est écrasé dans une forêt proche de la ville de Racibórz. Les causes de cet accident sont restées inconnues.

## Modèle

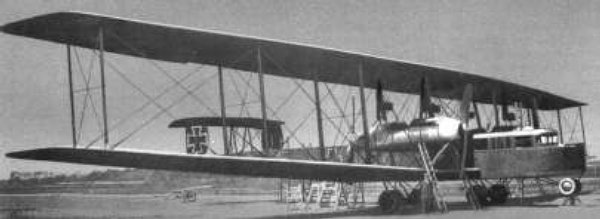
Un Zeppelin Staaken R.VI

- Zeppelin-Staaken Riesenflugzeuge (en)
  - Zeppelin Staaken R.I (prototype)
  - Zeppelin Staaken R.II (prototype)
  - Zeppelin Staaken R.III (prototype)
  - Zeppelin Staaken R.IV
  - Zeppelin Staaken R.V (en)
  - Zeppelin Staaken R.VI, bombardier
  - Zeppelin Staaken R.VII (en)
  - Zeppelin Staaken 8301
  - Zeppelin Staaken R.XIV (en)
  - Zeppelin Staaken R.XV (en)
  - Zeppelin Staaken R.XVI (en)
  - Zeppelin Staaken E-4/20, avion de ligne